# Bjuv (plaats)
Bjuv is de hoofdplaats van de gelijknamige gemeente Bjuv in Skåne de zuidelijkste provincie van Zweden. De plaats heeft een inwoneraantal van 6348 (2005) en een oppervlakte van 536 hectare.

## Verkeer en vervoer
Bij de plaats lopen de Länsväg 107 en Länsväg 110. De plaats ligt op 15 tot 20 minuten rijden van Helsingborg en 5 minuten rijden van de dichtstbijzijnde afrit van de snelweg E4.
De plaats heeft een station aan de spoorlijnen Göteborg - Malmö, Malmö - Billesholm en Kristianstad - Helsingborg.

## Geboren in Bjuv
- Daniel Andersson (keeper) (18 december 1972) voetbalkeeper